# Hoffhorus cinereus
Hoffhorus cinereus är en spindeldjursart som först beskrevs av Clarence Clayton Hoff 1945.  Hoffhorus cinereus ingår i släktet Hoffhorus och familjen Olpiidae. Inga underarter finns listade i Catalogue of Life.